# Tijd voor Tien
Tijd voor Tien was een nieuw ochtendprogramma op Tien dat van 17 december 2006 tot 27 april 2007 iedere zondag en werkdag werd uitgezonden. Het programma werd gepresenteerd door Sanne Heijen of Dominique van Vliet en Marco Verhagen.
Iedere dag stond een ander onderwerp centraal zoals lifestyle, health, food, mode en beauty en relatie. Ook waren er geregeld optredens en werden er fragmenten van (nieuwe) programma's op Tien vertoond. Dagelijks kwamen bekende Nederlanders langs in de studio. Vaste gasten van het programma waren personal coach Derk de Kloet, feel-good expert Coco de Meyere, tuinman Joost en gossipexpert Jan Uriot. De productie van het programma lag in handen van Orange TV productions. Het team bestond uit producenten Max Apotowski (tevens de regisseur), Anuska Ban en Floor van Hofwegen. De eindredactie was in handen van Eva Keune en Lutein van Kranen.